# Tigris- en Bostondreef en omgeving
De Tigris- en Bostondreef en omgeving is een buurt in de wijk Overvecht in de stad Utrecht. In 2009 telde de buurt 5246 inwoners.

## Ligging
De buurt wordt begrensd door de Carnegiedreef, de Rio Brancodreef, de Franciscusdreef, de Karl Marxdreef en de Einsteindreef. Omliggende buurten zijn, Zambesidreef en omgeving, Amazone- en Nicaraguadreef en omgeving, Bedrijventerrein Nieuw Overvecht en Poldergebied Overvecht.

## Bijzonderheden
Midden in de buurt bevindt zich Park de Gagel, met daarin een "berg" gevormd uit het puin van het in 1970 gesloopte Jaarbeursgebouw aan het Vredenburg.
Amazone- en Nicaraguadreef en omgeving · Bedrijventerrein Nieuw Overvecht · Neckardreef en omgeving · Poldergebied Overvecht · Taag- en Rubicondreef en omgeving · Tigris- en Bostondreef en omgeving · Wolga- en Donaudreef en omgeving · Zamenhofdreef en omgeving · Zambesidreef en omgeving